# Eric Schörling

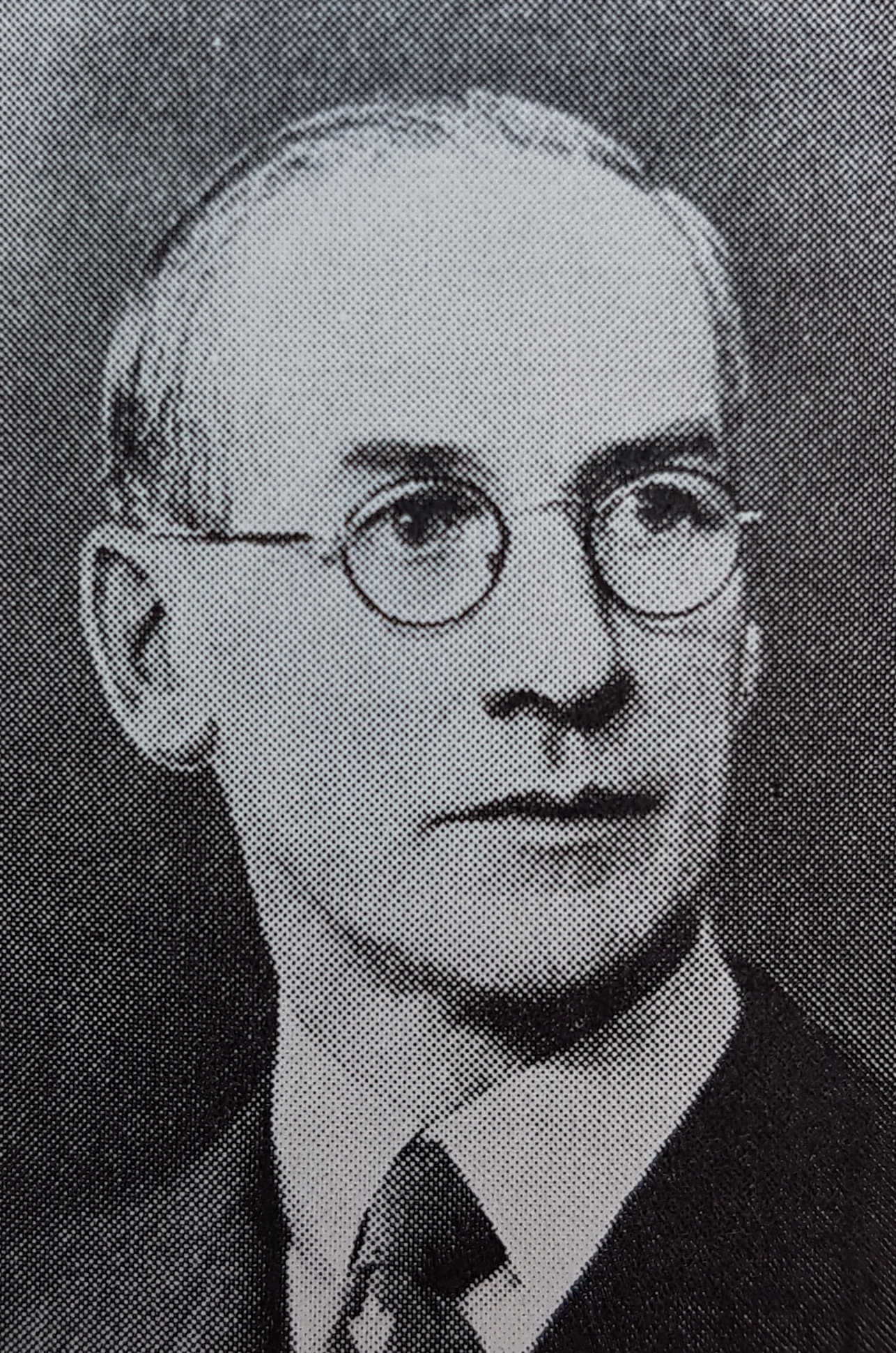
Eric Schörling

Eric Vilhelm Schörling, född 14 juli 1890 i Hedvig Eleonora församling i Stockholm, död 30 maj 1973 i Sankt Matteus församling, var en svensk köpman, friidrottare och simmare.
Han var son till vaktmästaren Johan Arvid Schörling och hans hustru samt gift första gången 1923 med Gertrud Pettersson och andra gången från 1933 med Linda Adolfsson. Efter avslutad skolgång arbetade han i olika affärer 1904–1913 och provade på därefter på att arbeta något år som banktjänsteman vid Skandinaviska Kredit. Han anställdes vid Grubben & C:o 1914 där han avancerade från kontorist till föreståndare och representant. Han var medlem i Sim och Idrottsklubben Hellas för vilken han bärgade fem Svenska mästerskapstecken.